# Jugend erwach!

Freie Deutsche Jugend erwach!

Jugend erwach! (Jeugd, word wakker!), naar de eerste regels van het refrein ook vaak aangeduid als Bau auf, bau auf!, was het verenigingslied van de Oost-Duitse jongerenorganisatie Freie Deutsche Jugend.
Tekst en muziek van het lied, dat een duidelijk en bovendien opgewekt wederopbouwthema heeft, zijn van de Duitse componist en tekstschrijver Reinhold Limberg (1927-1997). Het lied thematiseert de opgewektheid van de jeugd die - na de grausame Nacht - weer in zonneschijn en voorspoed bouwt aan een nieuwe toekomst. Het lied heeft daarnaast (Arbeit und Brot beenden die Not,/ die Kette der Knechtschaft zerbricht) een duidelijk marxistisch-leninistische inslag.
Jugend erwach! werd altijd gezongen bij feestelijkheden van de vereniging en op hoogtijdagen van de DDR. Voor het laatst was dit het geval tijdens de militaire parade ter gelegenheid van de viering van de veertigste verjaardag van de republiek, op 7 oktober 1989. Ruim een maand later viel de Muur en was het einde van de DDR in zicht.